# Юнацький чемпіонат Європи з футболу (U-17) 2025
Чемпіонат Європи з футболу серед юнаків віком до 17 років 2025 року — двадцять другий розіграш турніру (після зміни назви), який пройшов в Албанії з 19 травня по 1 червня 2025 року. Переможцем всьоме стала збірна Португалії, яка у фіналі з розгромним рахунком перемогла збірну Франції.

## Кваліфікація
Докладніше:
- Юнацький чемпіонат Європи з футболу (U-17) 2025 (кваліфікаційний раунд)

## Груповий раунд

### Група A
| Поз | Команда    | І | В | Н | П | ГЗ | ГП | РГ  | О | Кваліфікація |
| --- | ---------- | - | - | - | - | -- | -- | --- | - | ------------ |
| 1   | Франція    | 3 | 2 | 1 | 0 | 7  | 0  | +7  | 7 | Плей-оф      |
| 2   | Португалія | 3 | 2 | 1 | 0 | 6  | 1  | +5  | 7 | Плей-оф      |
| 3   | Німеччина  | 3 | 1 | 0 | 2 | 5  | 5  | 0   | 3 |              |
| 4   | Албанія    | 3 | 0 | 0 | 3 | 0  | 12 | −12 | 0 |              |

| 19 травня 2025 18:00 |

| Албанія | 0:4      | Португалія                                                  |
| ------- | -------- | ----------------------------------------------------------- |
|         | Протокол | - Кінташ 36' - Міде 68' (пен.) - Кабраль 82' - Соареш 90+2' |

| Арена Комбетаре, Тирана Глядачів: 8 662 Арбітр: Патрик Коларич |

| 19 травня 2025 20:30 |

| Німеччина | 0:3      | Франція                                |
| --------- | -------- | -------------------------------------- |
|           | Протокол | - Азізі 1' - Н'Гессан 12' - Батола 78' |

| Ельбасан Арена, Ельбасан Глядачів: 4 400 Арбітр: Жоей Коой |

| 22 травня 2025 18:00 |

| Албанія | 0:4      | Німеччина                                                  |
| ------- | -------- | ---------------------------------------------------------- |
|         | Протокол | - Менса 7' - Стафф 20' - Міке 66' - Отенг-Менса 85' (пен.) |

| Ельбасан Арена, Ельбасан Глядачів: 8 330 Арбітр: Камал Умудлу |

| 22 травня 2025 20:30 |

| Франція | 0:0      | Португалія |
| ------- | -------- | ---------- |
|         | Протокол |            |

| Арена Комбетаре, Тирана Глядачів: 3 013 Арбітр: Лукаш Кузма |

| 25 травня 2025 20:30 |

| Франція                                          | 4:0      | Албанія |
| ------------------------------------------------ | -------- | ------- |
| - Малонга 33' - Кулібалі 51' - Н'Гессан 66', 79' | Протокол |         |

| Ельбасан Арена, Ельбасан Глядачів: 4 400 Арбітр: Олексій Деревінський |

| 25 травня 2025 20:30 |

| Португалія                 | 2:1      | Німеччина    |
| -------------------------- | -------- | ------------ |
| - Шелмік 76' - Банжакі 89' | Протокол | - Ісбрух 72' |

| Арена Комбетаре, Тирана Глядачів: 2 723 Арбітр: Міккель Реддер |

### Група B
| Поз | Команда | І | В | Н | П | ГЗ | ГП | РГ | О | Кваліфікація |
| --- | ------- | - | - | - | - | -- | -- | -- | - | ------------ |
| 1   | Італія  | 3 | 3 | 0 | 0 | 8  | 4  | +4 | 9 | Плей-оф      |
| 2   | Бельгія | 3 | 1 | 1 | 1 | 5  | 4  | +1 | 4 | Плей-оф      |
| 3   | Англія  | 3 | 1 | 1 | 1 | 7  | 7  | 0  | 4 |              |
| 4   | Чехія   | 3 | 0 | 0 | 3 | 4  | 9  | −5 | 0 |              |

| 20 травня 2025 18:00 |

| Англія         | 1:1      | Бельгія           |
| -------------- | -------- | ----------------- |
| - Родрігес 12' | Протокол | - Н.Фернандес 49' |

| Арена Егнатія, Ррогожине Глядачів: 1 688 Арбітр: Лукаш Кузма |

| 20 травня 2025 20:30 |

| Італія                   | 2:1      | Чехія     |
| ------------------------ | -------- | --------- |
| - Іначіо 38' - Арена 42' | Протокол | - Срб 53' |

| Ніко Дована, Дуррес Глядачів: 4 445 Арбітр: Олексій Деревінський |

| 23 травня 2025 18:00 |

| Бельгія                       | 3:1      | Чехія       |
| ----------------------------- | -------- | ----------- |
| - Камара 24', 42' - Гєлен 45' | Протокол | - Чижек 65' |

| Ніко Дована, Дуррес Глядачів: 2 950 Арбітр: Міккель Реддер |

| 23 травня 2025 20:30 |

| Італія                                                            | 4:2      | Англія              |
| ----------------------------------------------------------------- | -------- | ------------------- |
| - Іначіо 10' (пен.) - де Паолі 37' - Кампаньєлло 67' - Луонго 77' | Протокол | - Родрігес 23', 49' |

| Арена Егнатія, Ррогожине Глядачів: 3 074 Арбітр: Жоей Коой |

| 26 травня 2025 20:30 |

| Бельгія             | 1:2      | Італія                   |
| ------------------- | -------- | ------------------------ |
| - де Ваннемакер 13' | Протокол | - Іначіо 62', 79' (пен.) |

| Ніко Дована, Дуррес Глядачів: 3 900 Арбітр: Патрик Коларич |

| 26 травня 2025 20:30 |

| Чехія                        | 2:4      | Англія                                             |
| ---------------------------- | -------- | -------------------------------------------------- |
| - Палащчак 59' - Сочурек 89' | Протокол | - Даумен 6' - Родрігес 15' - Гауелл 36' - Грей 40' |

| Арена Егнатія, Ррогожине Глядачів: 1 513 Арбітр: Флоріан Лата |

## Плей-оф

### Півфінали
| 29 травня 2025 18:00 |

| Франція                                     | 3:2      | Бельгія                               |
| ------------------------------------------- | -------- | ------------------------------------- |
| - А.Камара 42' - Матондо 50' - Н'Гессан 54' | Протокол | - Н.Фернандес 45+2' (пен.) - Вінс 79' |

| Ельбасан Арена, Ельбасан Глядачів: 2 030 Арбітр: Міккель Реддер |

| 29 травня 2025 20:30 |

| Італія                                                     | 2:2      | Португалія                                        |
| ---------------------------------------------------------- | -------- | ------------------------------------------------- |
| - Іначіо 20' - Баралья 59'                                 | Протокол | - Мануел 28' - Соареш 67'                         |
|                                                            | Пенальті |                                                   |
| - Комотто - Пріско - Джиані - Іначіо - Маккароні - Іддріса | 3:4      | - Соареш - Перейра - Невеш - Міде - Дбук - Шелмік |

| Арена Комбетаре, Тирана Глядачів: 2 200 Арбітр: Жоей Коой |

### Фінал
| 1 червня 2025 20:30 |

| Франція | 0:3      | Португалія                              |
| ------- | -------- | --------------------------------------- |
|         | Протокол | - Кабраль 30' - Д.Кунья 38' - Невеш 60' |

| Арена Комбетаре, Тирана Глядачів: 10 243 Арбітр: Олексій Деревінський |